# Antikatolicism i Sverige
Antikatolicism i Sverige avser diskriminering, fientlighet eller fördomar riktade mot katolicismen, och i synnerhet mot den romersk-katolska kyrkan, dess präster eller anhängare. Begreppet gäller också för religiös förföljelse av katoliker eller till en religiös orientering i opposition till katolicismen.
Efter reformationen i Sverige infördes lagstödd antikatolicism i landet som, beroende på vad man innefattar i begreppet, men som längst inräknat cirka 1527-1977 - från kung Gustav Vasas konfiskering av kyrkans egendomar vid Västerås riksdag 1527 och fram till att katolska kloster åter tilläts i Sverige utan särskild kunglig tillåtelse.

## Bakgrund

### Reformationen i Sverige
Under loppet av ett par decennier under 1500-talets början kom dock den svenska staten, liksom flera andra nordeuropeiska stater, i och med reformationen att bryta med påven och lämna den katolska kyrkan. Denna utvecklingsprocess blir omöjlig att förstå om man inte betänker de katolska företeelser som reformatorerna kritiserade samt sätter in reformationen i sitt samhällspolitiska sammanhang, det vill säga i Sverige framförallt uppbyggandet av en starkt centraliserad militärstat under kunglig kontroll.
Beslutet att överge den katolska kyrkan och dess lära bestod dels av en politisk/ekonomisk del, dels av en rent inomkyrklig teologisk utveckling. När det gäller den första stod konflikten främst vid riksmötet i Västerås 1527 samt brytning med påven och därmed katolska kyrkan genom den kanoniska rättens avskaffande vid ett kyrkomöte i Uppsala 1536 under Gustav Vasa.
Detta innebär dock inte att det inte fanns några katoliker i Sverige alls under 1500-talet. Naturligtvis fanns det under och efter reformationen ett antal svenskar som inte i hjärtat bytt tro, men inte ville fly landet. Hela tiden inkom dessutom invandrare från katolska länder som bara låtsades övergå till protestantismen, men egentligen var kryptokatoliker. Katolska kyrkan skickade in representanter illegalt i landet och utbildade svenskar till katolska präster utomlands (vilka dock aldrig kunde verka i Sverige), allt i försök att få svenskarna att återgå till katolicismen.
Undantagstillstånd och avbrott från reformationen skedde. Dels under Johan III:s regeringstid och dels under hans son, katolske kung Sigismund och den svensk-polska unionen 1594–1599.
Johan III sökte mildra utbrytningen. Han bjöd in en norsk jesuit, Laurentius Nicolai Norvegus, kallad "Klosterlasse", som vistades i Sverige 1576–1580. Senare under perioden kom ytterligare jesuiter som bedrev teologisk utbildning, Collegium regium Stockholmense, på Riddarholmen i Stockholm. Johan III tog emot katolsk kommunion och förde allvarliga förhandlingar med Rom om en svensk återgång till katolicismen, något som bland annat föll på att Rom inte ville ge efter för kungens vilja att skapa en sorts mellanting mellan katolicism och protestantism i Sverige. Hans dotter gifte sig även katolskt.
Efter reformationen tog det lång tid för Katolska kyrkan att återkomma till Sverige. Vid katolska ambassader kunde katolska präster förekomma, men deras inflytande förblev av förklarliga skäl ytterst begränsat; i Sverige var katolicismen förbjuden i lag.

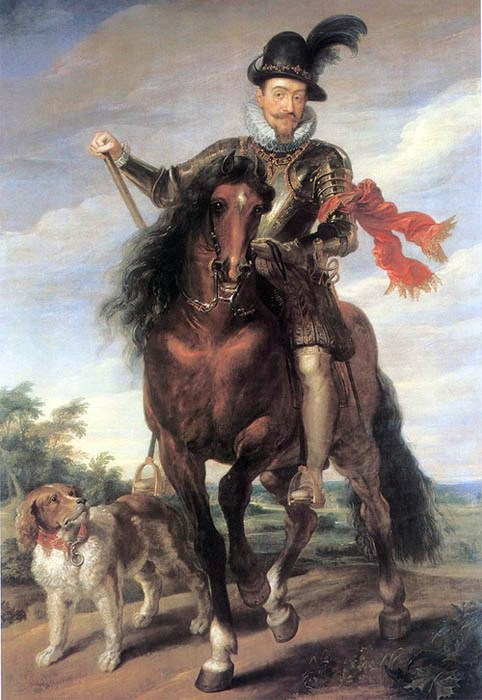
Ryttarporträtt av Sigismund, kung av Polen och Sverige av Peter Paul Rubens ateljé.

#### Uppsala möte 1593
Efter Johan III:s död 1592 blev hertig Karl riksföreståndare. I samband med detta bekräftades reformationen samt idén om den nationella enhetskyrkan i Sverige under Uppsala möte 1593. Därmed var den svenska kyrkans definitiva brytning med påven Rom ett faktum. I Sverige under var denna tid politik religion samt religion politik och beslutet ska även ses som en markering av hertig Karl mot Johan III:s son, blivande kung Sigismund och hans anhängare, något som föranledde Avsättningskriget mot Sigismund.

### Sigismund och svensk-polska unionen 1592–1599
I och med katolske kung Sigismunds svenska trontillträde och svensk-polska unionen avbröts reformationen delvis 1592–1599 och viss religionsfrihet infördes. Åter tillsattes romerska katoliker i officiella svenska ämbeten samtidigt som en betydande mängd katoliker kom till Sverige.

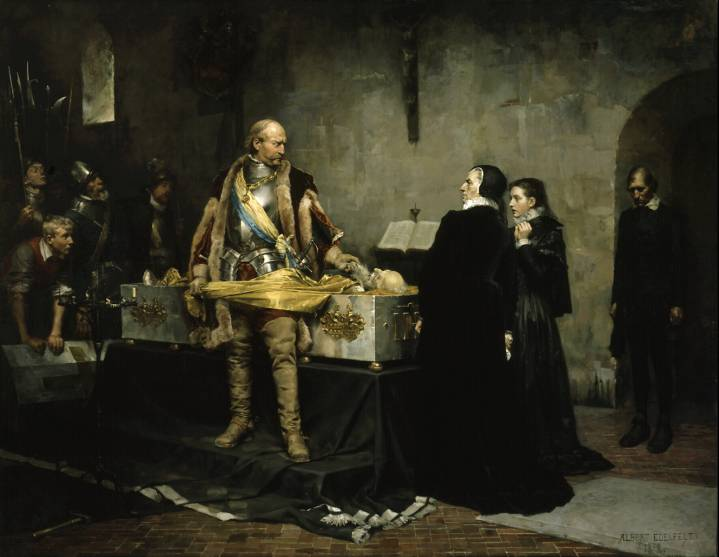
Hertig Karl, skymfande Klas Flemings lik efter segern i Avsättningskriget mot Sigismund.

## Lagstödd antikatolicism 1599-1781
Efter hertig Karls seger i avsättningskriget mot Sigismund 1599 utvisades samtliga romerska katoliker ur Sverige eller riskerade dödsstraff.
Sedan dess[källa behövs] gör Svenska kyrkan anspråk på att vara den kontinuerliga historiska fortsättningen på den medeltida katolska kyrkan i Sverige.
Senare, efter kung Karl IX:s död 1611, gavs laglig rätt åt ambassadörer från katolska länder och deras husfolk att utöva sin tro, liksom för visst krigsfolk och viktiga köpmän som var katoliker och uppehöll sig i Sverige. Omedelbart började även invandrare från katolska länder i smyg delta i legationernas gudstjänster. Med riksdagen 1617 skärptes dock reglerna ytterligare.
För svenska konvertiter gällde dock alltjämt dödsstraff om de avslöjades. 1624 avrättades till exempel borgmästaren Zackarias Anthelius och kunglige sekreteraren Göran Bähr, även kallad Ursinius, för att de konverterat till katolicismen och vägrade avsvära sig sin tro.
På 1670-talet verkade jesuiten Johannes Sterck i Sverige. Han var ursprungligen legationspräst, men när ambassadören han tjänade dog stannade han och började istället missionera. Slutligen dömdes han till döden, men benådades och utvisades.
På 1720-talet bjöds en större mängd katolska textilarbetare, främst från Tyskland, in till Sverige och man blev tvungen att ge dem en begränsad religionsfrihet. Även de fick rätt att besöka legationskapellen och fira mässan där, om det skedde diskret och bakom lyckta dörrar; därmed utvecklade sig legationskapellen till regelrätta församlingar. Det är från denna tid begreppet "främmande trosutövare" används om katoliker.
1781 infördes under Gustav III toleransediktet som gav utländska katoliker som flyttat till Sverige rätt att bygga katolska kyrkor och fostra sina barn i den katolska tron. 1783 utnämnde påven Pius VI den franske prästen Nicolaus Oster till apostolisk vikarie över Apostoliska vikariatet i Sverige, varigenom abbé Oster fick biskopliga fullmakter. Det skulle dock hinna dröja 100 år innan förbudet för svenskar att övergå till den katolska bekännelsen upphävdes.
Sedan 1873 har det varit tillåtet även för svenska medborgare att tillhöra katolska kyrkan utan att riskera utvisning. De medborgerliga rättigheterna var dock inskränkta. De sista diskriminerande lagarna togs bort 1951; fram till dess hade inte katoliker tillgång till lärar- och sjuksköterskeutbildningarna.
Under och efter andra världskriget växte den katolska befolkningen i Sverige kraftigt till följd av flyktingströmmar.

## Tidslinje
- 1527: Västerås riksdag. Kung Gustav Vasa konfiskerar kyrklig egendom. Reformationen inleds.
- 1596: De sista nunnorna, Birgittasystrarna i Vadstena, tvingas lämna landet.
- 1617: Örebro stadga förbjuder på det strängaste katoliker att vistas i Sverige. Den svensk som blev katolik skulle förvisas ur riket och mista sin arvsrätt. Försökte någon vinna anhängare för katolicismen, skulle han straffas med livet. Det gick dock inte att stänga katoliker ute från Sverige. Landet hade behov av duktigt fackfolk. Hantverkare, vapensmeder och textilarbetare kallades från utlandet till Sverige. En del av dem var katoliker, liksom personal på främmande länders legationer i Stockholm. De katolska stormakternas legationer tilläts ha katolska präster anställda. Dessa fick inte verka utanför legationernas områden men kom att i praktiken ha kontakt med katolska landsmän på olika häll i Sverige. Mässa firades i legationskapellen. Det mesta måste ske i smyg - till för 200 år sedan.
- 1624 I Stockholm avrättas Göran Bähr, kunglig sekreterare, och Zackarias Anthelius, borgmästare i Södertälje, för sin katolska tro.
- 1779 Riksdagen beslutar av nationalekonomiska skäl att underlätta utlänningars religionsutövning.
- 1781 En stadga utfärdas, det så kallade toleransediktet, under Gustav III. Det medger utländska katoliker, som flyttat till Sverige, att ha egna kyrkor, offentligen fira gudstjänst och uppfostra sina barn till katoliker. Förbudet för svenskar att övergå till katolska kyrkan består. Infödda svenskar får inte bevista den katolska mässan. Katoliker får inte inneha statlig tjänst.
- 1837 Drottning Josefina medverkar till att Stockholm får en katolsk kyrka. År 1781 tillät kung Gustav III katolska utlänningar att bilda en församling i Sverige. Påven kunde genom detta "toleransedikt" upprätta ett apostoliskt vikariat i Sverige. År 1860 utvidgades religionsfriheten till att gälla även svenskar.
- 1855 Det blir tillåtet för lutheraner i Sverige att bevista andra kristna samfunds gudstjänster.
- 1858: Sex svenskor som konverterat döms till landsflykt. Domen väcker uppståndelse på kontinenten, där pengar samlas in för deras underhåll. Drottning Josephine följer dem ner till båten när de avreser från Sverige.
- 1860: Den första dissenterlagen om straff för avfall från den lutherska läran avskaffas. Svenskar kunde medges utträde ur Svenska kyrkan, men blev då betraktade som avfällingar. "Främmande trosbekännare" kunde få tillstånd att bilda församlingar, förvärva mark för kyrkobyggnader men munkar och nunnor fick inte vistas i landet. Endast katolska barn fick gå i katolska skolor för utlänningar.
- 1870: Icke-protestantiska trosbekännare ges rätt att bli statstjänstemän och riksdagsmän, men inte statsråd eller kristendomslärare.
- 1871: Riksdagen förbereder ökad religionsfrihet: man diskuterar om tillåtelse för katoliker att hålla processioner på gator och hur farliga deras skolor är.
- 1873: En ny dissenterlag som gäller till 1951: det blir lättare att utträda ur Svenska kyrkan, men muntlig anmälan och viss betänketid krävs. Barn med luthersk far behöver inte längre bli lutheraner, utan föräldrar i blandäktenskap kan före vigseln skriftligen avtala om vilken kyrka deras barn skall tillhöra. Kloster får fortfarande inte inrättas i Sverige.
- 1951: Ny religionsfrihetslag träder i kraft. Varje svensk får utöva vilken religion han vill. Förbehållslös rätt att utträda ur Svenska kyrkan. Kloster får inrättas, men endast med Kungliga Majestäts tillstånd. Begreppet "främmande trosbekännare" utmönstras. Innan 1951 kunde alltså inte katoliker i Sverige bli till exempel lärare, sjuksköterskor eller regeringsmedlemmar. En katolik fick inte ens läsa på lärarhögskolan. idag känd katolik i Sverige sökte till lärarutbildning och sedan till sjuksköterskeutbildning men blev nekad inträde till bägge på grund av sin religionsbekännelse. Det är kanske förståeligt eftersom dessa båda utbildningar förestods av Ecklesiastikdepartementet då.
- 1977: Åter helt fritt att bilda kloster i Sverige.